# Yukinori Miyabe
Yukinori Miyabe (n. 18 iulie 1968, Tokyo⁠(d), Tōkyō, Japonia – d. 7 martie 2017, Tōkyō, Japonia) a fost un patinator de viteză ce a reprezentat Japonia, medaliat olimpic. A participat la 2 ediții ale Jocurilor Olimpice (1992, 1994) în care a câștigat o medalie de bronz.